# پاپی (خواننده)
موریا رز پریرا (به انگلیسی: Moriah Rose Pereira؛ زادهٔ ۱ ژانویهٔ ۱۹۹۵)، که به طور حرفه‌ای با نام پاپی و سابقاً دت پاپی شناخته می‌شود، یک خواننده-ترانه‌پرداز، موسیقی‌دان و یوتیوبر آمریکایی است. وی در سال ۲۰۱۴ با بازی کردن در ویدئوهای هنر اجرایی سوررئال در یوتیوب در نقش یک اندروید درهٔ وهمی‌مانند که درمورد فرهنگ اینترنت و جامعهٔ امروزی اظهار نظر می‌کرد و به طعنه زدن می‌پرداخت، به شهرت رسید.
وی در سال ۲۰۱۵ قراردادی با آیلند رکوردز امضا کرد و اولین آلبوم چندآهنگه خود را تحت عنوان حمام‌حبابی در سال ۲۰۱۶ منتشر کرد.

## اوایل زندگی
موریا رز پریرا در بوستون، ماساچوست، در ۱ ژانویهٔ سال ۱۹۹۵، از بخشی از دوران جوانی خود را در حومه شهر ویتمن زندگی می‌کرد، اما در سن ۱۴ سالگی با خانواده‌اش به نشویل نقل مکان کرد. او به یاد می‌آورد که در دوران کودکی می‌خواست یک راکت باشد و به مدت ۱۱ سال به کلاس‌های رقص می‌رفت تا اینکه تصمیم گرفت یک موسیقی‌دان شود. او همچنین به‌خاطر لاغر و ساکت بودن در مدرسه مورد قلدری قرار می‌گرفت که این موضوع وی را وادار کرد تا نیمه دوم تحصیلات خود را از طریق آموزش در خانه به پایان برساند. وی در ۱۸ سالگی به لس آنجلس نقل مکان کرد.

## حرفه

### ۲۰۱۱–۲۰۱۴: آغاز
پاپی اولین اجرای خود را با کاور کردن ترانه‌ای از آلانیس موریست در ایندی‌کاو و در اوت سال ۲۰۱۱ داشت. وی دو کانال یوتیوب ساخت: یکی «موریا پاپی» که حذف شده است و دیگری کانال کنونی وی «پاپی». وی تا قبل از سال ۲۰۱۴ در جشنواره‌های سوشیال مدیا از جمله ویدکان در ژوئن سال ۲۰۱۲ و دیجی‌تور در ژوئن سال ۲۰۱۳ اجراهایی داشت.

## زندگی شخصی
سردرگمی جنسی بالقوهٔ پاپی از موضوعات اصلی آیا من یک دختر هستم؟ بوده‌است. وی طی مصاحبه‌ای در سال ۲۰۱۹ اظهار داشت که خود را زن می‌داند و معتقد می‌باشد «هرکس باید بتواند با همان چیزی که انتخاب کرده همذات پنداری کند».
در اکتبر سال ۲۰۱۹ پاپی آغاز به قرار گذاشتن با رپر گوستمین کرد. در ژوئیهٔ سال ۲۰۲۰ وی در شبکه‌های اجتماعی اعلام کرد که این دو نامزد کرده اند. این زوج از یکدیگر جدا شدند و نامزدی خود را نیز در اواخر سال ۲۰۲۱ لغو کردند.
در آوریل سال ۲۰۲۰، پاپی شروع به ارسال آموزش‌های آرایش سبکی در کانال یوتیوب خود کرد. وی در توییتی توضیح داده بود که «دوست پسر سابقم همیشه به من می‌گفت بدون آرایش زشت به نظر می‌رسم و هرگز نباید بدون آن دیده شوم.» وی همچنین ادعا داشت که همین دوست پسر سابق ویدئوها و عکس‌های منتشر نشده وی و «دموهای بسیار شخصی‌ای که فقط او دارد» مانند کاوری از آهنگ تم پوکمون را لیک کرده است. وی در پاسخ به این لیک‌ها کاور آهنگ تم پوکمون را خودش منتشر کرد.
پاپی با خوانندهٔ راک مرلین منسون دوست است.

## ترانه‌شناسی
آلبوم‌های استودیویی
- پاپی.کامپیوتر (۲۰۱۷)
- آیا من یک دختر هستم؟ (۲۰۱)
- ناموافقم (۲۰۲۰)
- بی‌ثباتی (۲۰۲۱)
- زیگ (۲۰۲۳)
- فضاهای منفی (۲۰۲۴)